# Bernd Riexinger

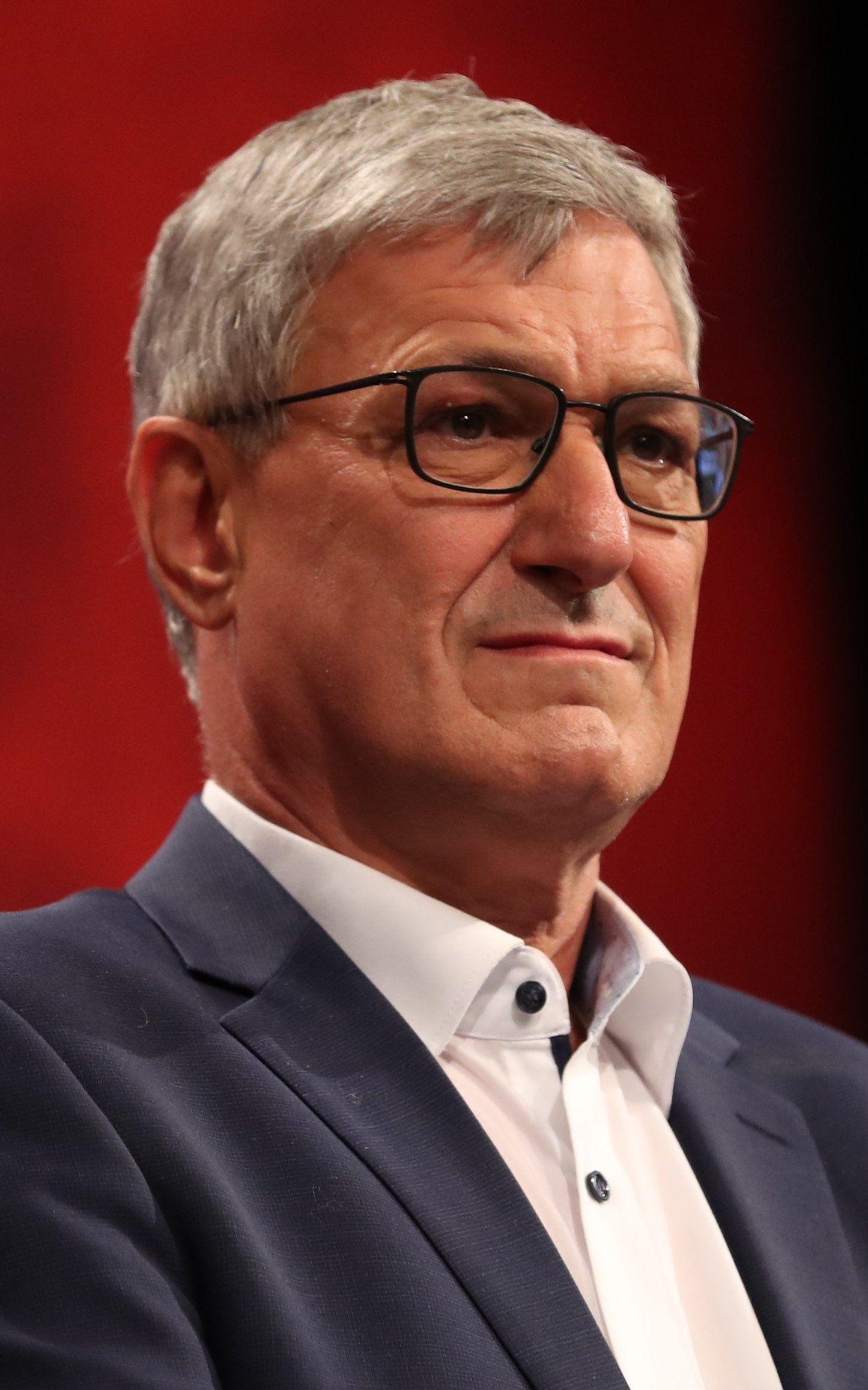
Riexinger en 2018

Bernd Riexinger (30 de octubre de 1955, Leonberg) es un político alemán perteneciente al Partido de Die Linke ("La Izquierda"). Fue nombrado copresidente del partido, junto con Katja Kipping, el 2 de junio de 2012. Ejerció el cargo hasta 2021.

## Carrera política
En 2003, Riexinger fue uno de los iniciadores de las protestas masivas en contra de la Agenda 2010 del gobierno federal en ese momento.
El 30 de mayo de 2012, Riexinger anunció que se postularía para el cargo de presidente de La Izquierda, y el 2 de junio de 2012 fue elegido junto con Katja Kipping, ganando 53.5% de los votos de los delegados. Fue elegido por delante del segundo candidato clasificado, Dietmar Bartsch.
Fue el candidato de Die Linke para las Elecciones al Parlamento de Baden-Württemberg de 2016.